# 佛香阁

39°59′56″N 116°16′26″E / 39.998956°N 116.273959°E

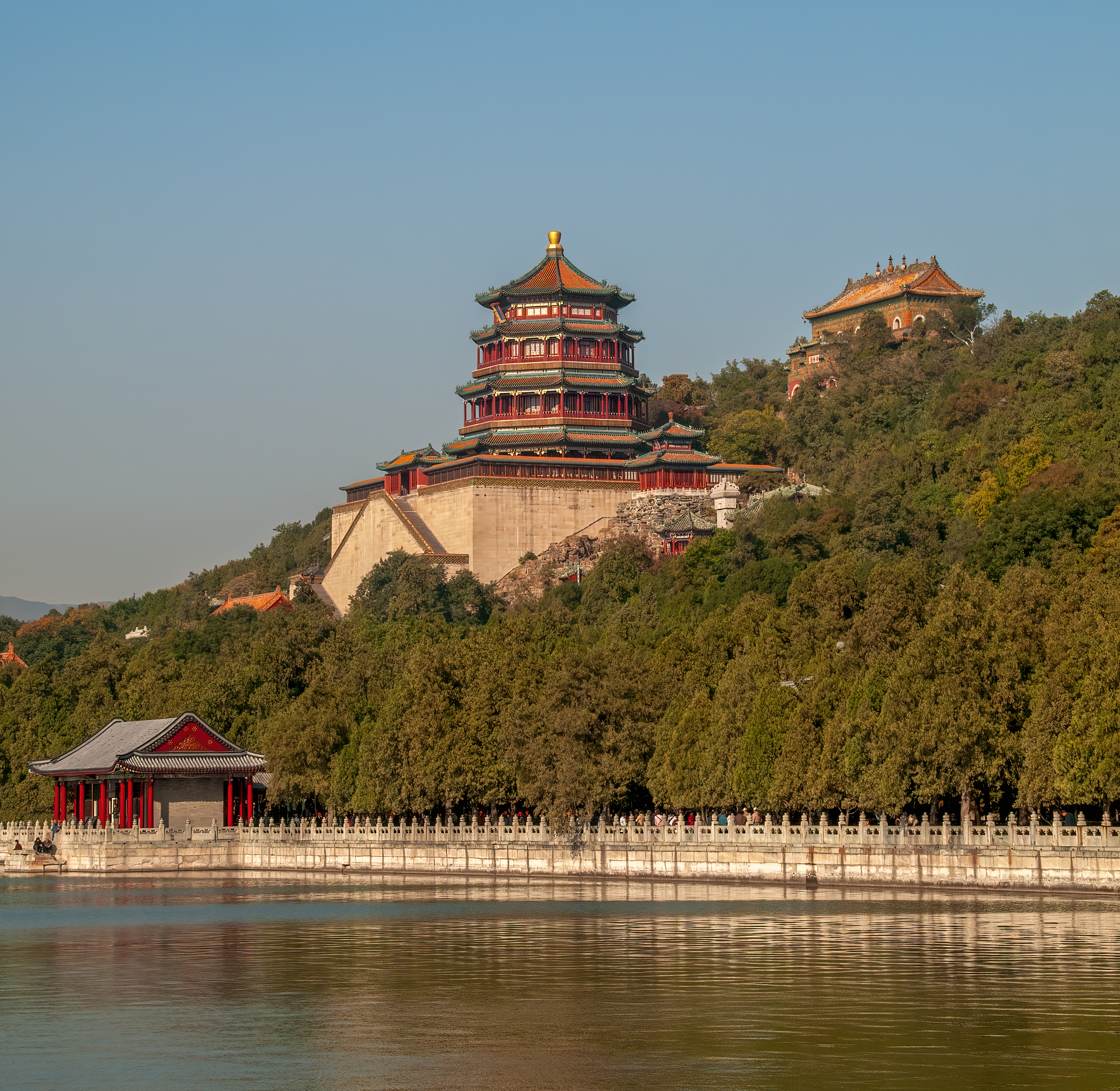
万寿山上的佛香阁，前景为昆明湖。

佛香阁是北京颐和园中的主体建筑物。位于万寿山前山正中位置，为铁力木修建的八角形四重檐三层楼阁，高41米，上覆绿剪边黄琉璃瓦，是颐和园内体量最大的建筑。
佛香阁原为九层佛塔延寿塔，修筑到第八层时乾隆帝下令拆減，仿武昌黄鹤楼改建阁楼。1860年（咸豐十年）毀於英法聯軍，光緒時（1875一1908）在原址依樣重建，供奉佛像。佛香阁正面挂三块金字牌匾，每层一块，自上而下：“式扬风教”，“气象昭回”，“云外天香”。阁内供奉接引佛，每月朔望，慈禧太后在此烧香礼佛。
1900年，马来亚“锡矿大王”胡子春祖母病逝，胡子春返回中国奔丧，到达广州，慈禧立即来电召见。慈禧接见赐宴后，胡子春捐献白银八十万两给朝廷加强海军实力，以抵抗帝国主义侵略。光绪帝授予他“荣禄大夫”称号，赏赐花翎顶戴。不料，慈禧太后却将这笔钱用来建造颐和园里最迷人的“佛香阁”了。 （页面存档备份，存于）。
在文化大革命期间，颐和园管理局，曾在佛香阁正面悬挂大幅毛泽东像，防止佛香阁遭红卫兵破坏。
如今佛香阁一层供奉有一尊“南无大悲观世音菩萨”像，为明朝万历二年（1574年）所铸，高5米，重5吨，铜胎鎏金。该像原来供奉在万寿弥陀寺大悲殿内，文化大革命期间，鸦儿胡同小学教师陈长庚等人冒着危险将该像完好保存下来。1988年，遵照北京市领导指示，在北京市副市长何鲁丽的协调之下，颐和园300多位职工徒手将该像自万寿弥陀寺大悲殿内迁移出来，安放在佛香阁内。1989年10月2日，佛香阁正式向游人开放，这是1924年颐和园对外开放以来，佛香阁第一次向游人开放。
2006年9月23日，颐和园佛香阁、排云殿、长廊重新修缮完毕，金碧辉煌，重现光绪时慈禧大寿庆典的盛况，准备迎接2008年夏季奥林匹克运动会。现佛香阁连同排云殿是颐和园中一景区，另收门票。
法律保护
佛香阁作为颐和园核心组成部分，1998年被列入《世界文化遗产名录》，受到《保护世界文化和自然遗产公约》的约束。根据中国《文物保护法》，该建筑属国家重点文物保护单位，任何修缮工程必须遵循“最小干预”“原状保护”“可逆性”等原则，严禁私自改动。
修复历程
第一次修复（1988–1989）
原木结构多处松动，彩画严重脱落，平台基础开裂。
施工团队拆解并修复木构，重绘彩画，更换屋面瓦片，加固平台基础。
项目历时14个月，1989年重新向公众开放。
第二次修复（2005–2006）
为迎接2008年北京奥运会，对老化的彩画、瓦片、基础结构及排水系统进行全面修复。
遵循“最小干预”和“可逆性”原则，部分瓦件采用复制替换，原件转入文物库房保存。
同时引入隐蔽式消防、避雷与安保系统，不影响外观完整性。
当前用途
佛香阁现作为文物展陈空间及公众参观区域开放，内部陈列有明代万寿寺铜制观音像、清代御制碑文等文物。通过展板、多语种讲解、限流参观等方式实现文化传承与保护的结合，成为北京最受欢迎的文化景点之一。

## 图片

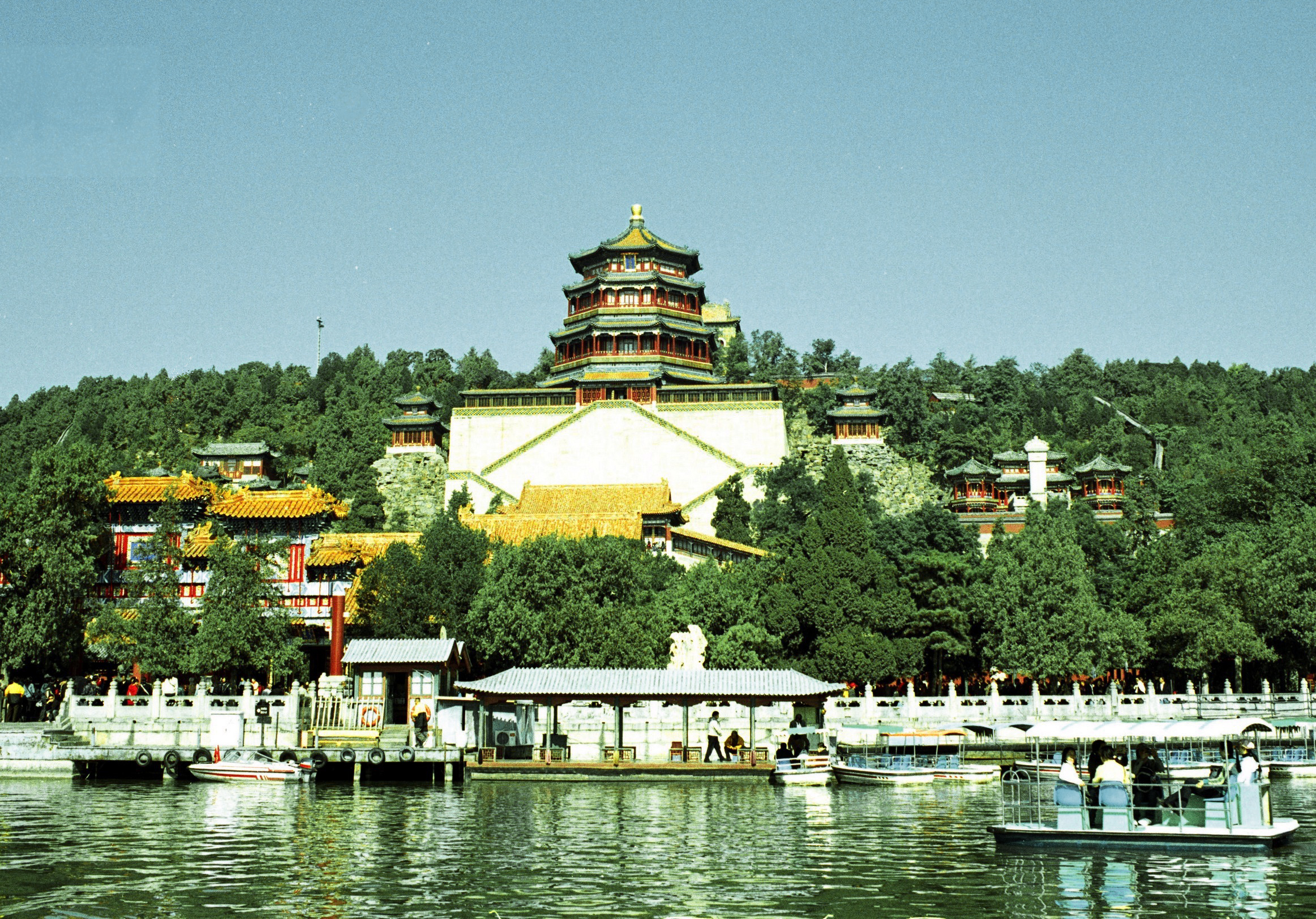
昆明湖上看佛香阁
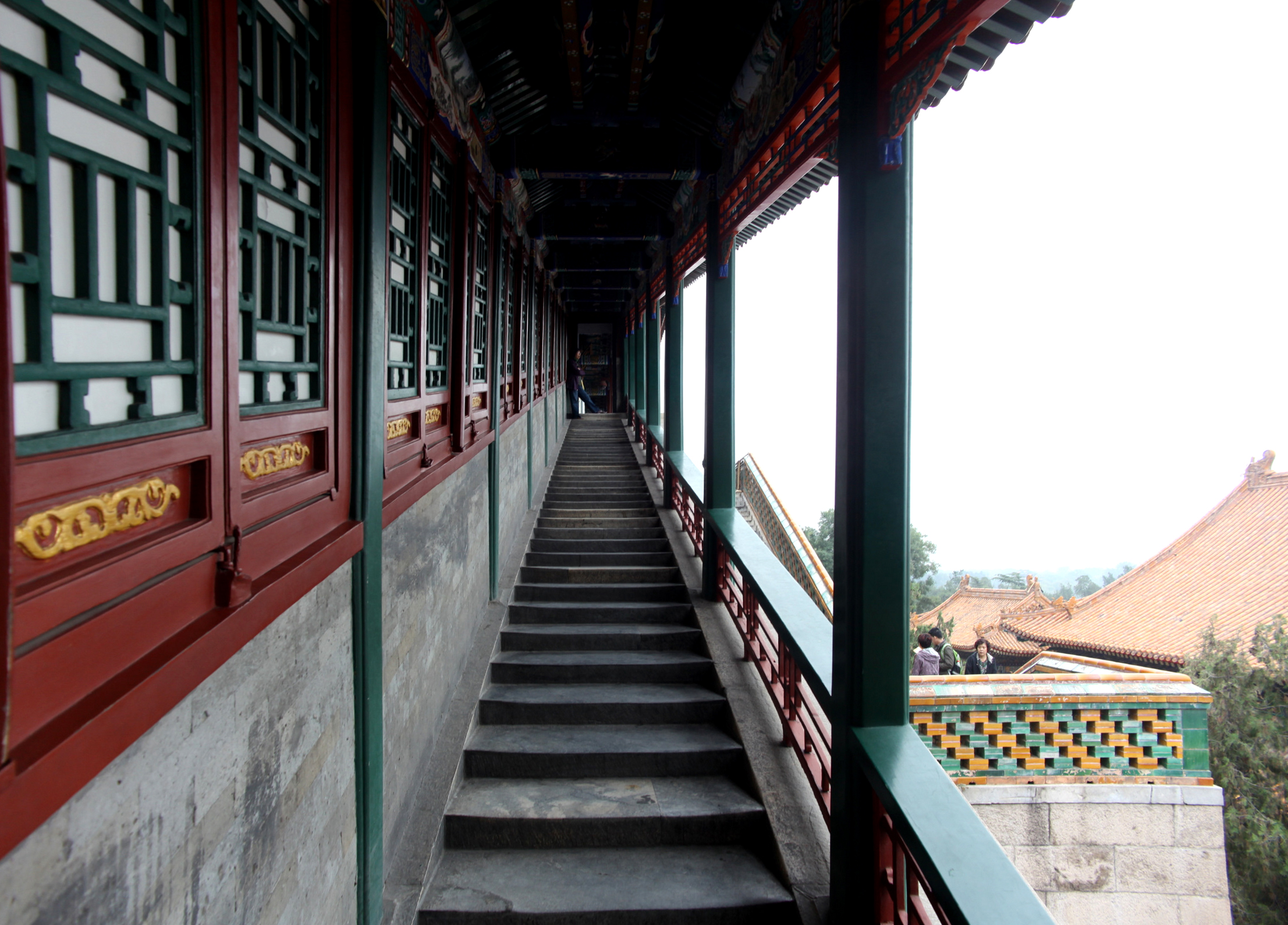
佛香阁斜廊
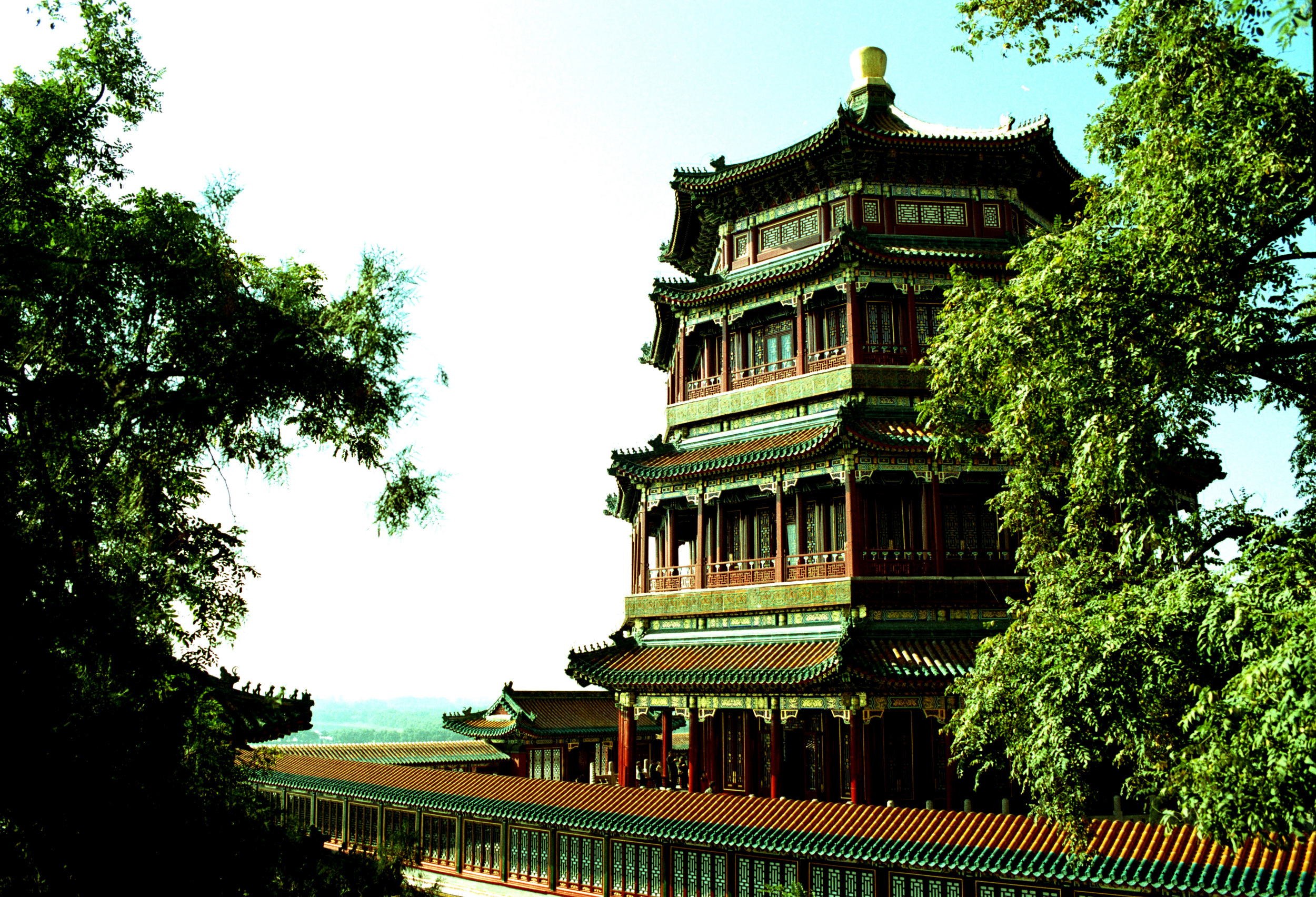
佛香阁背面
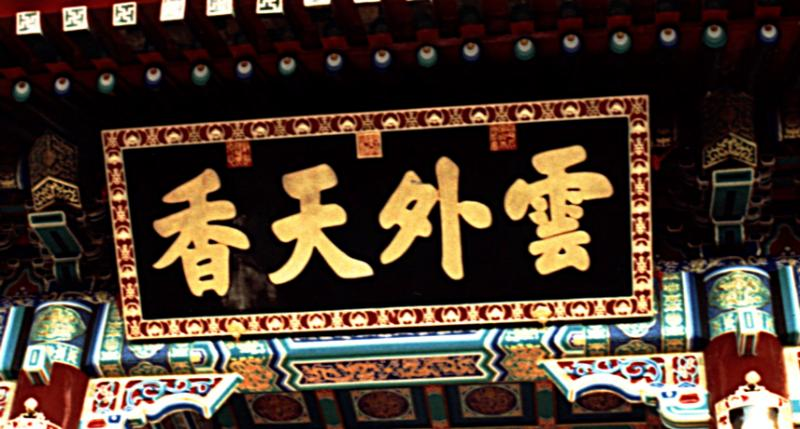
云外天香
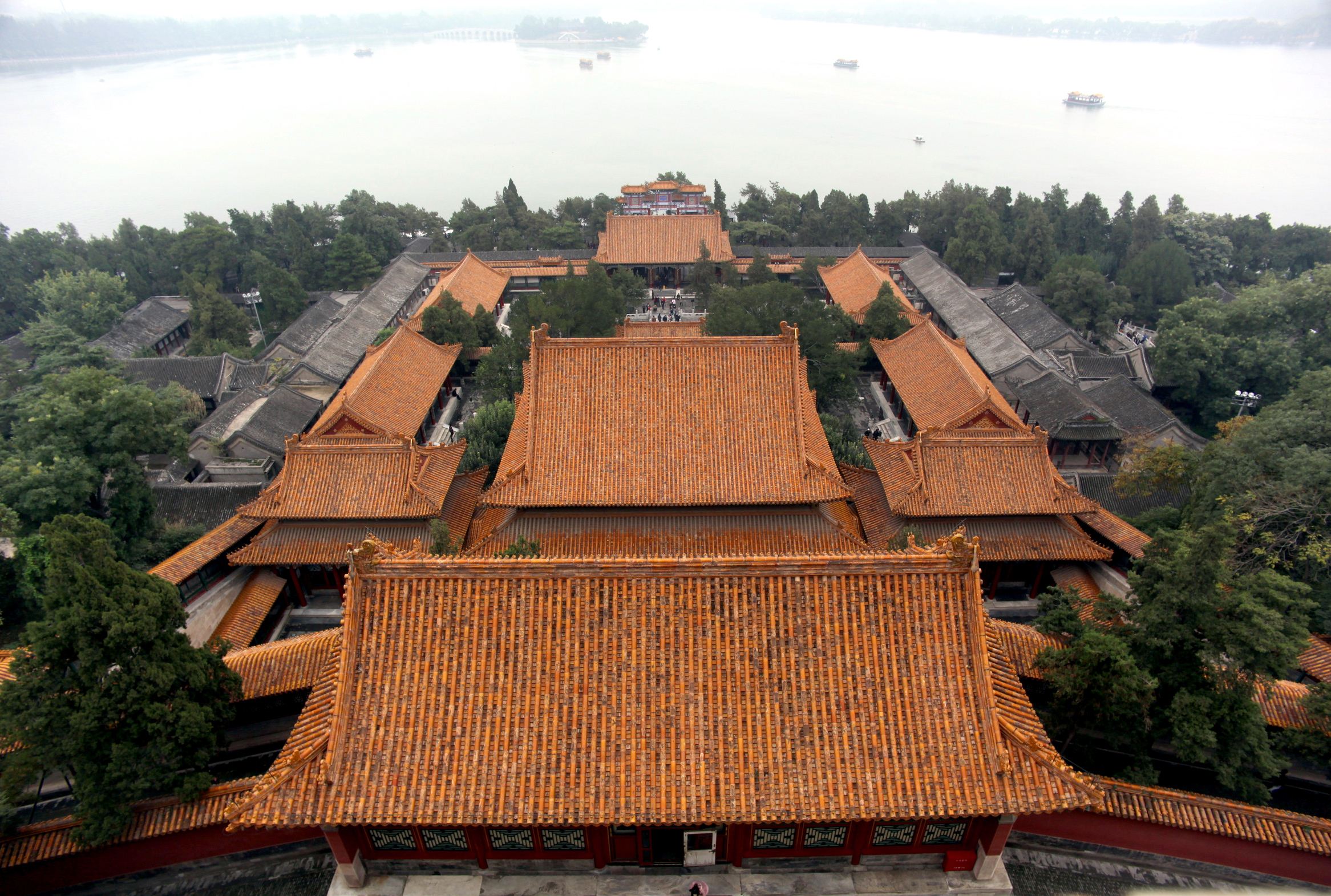
佛香阁鸟覽
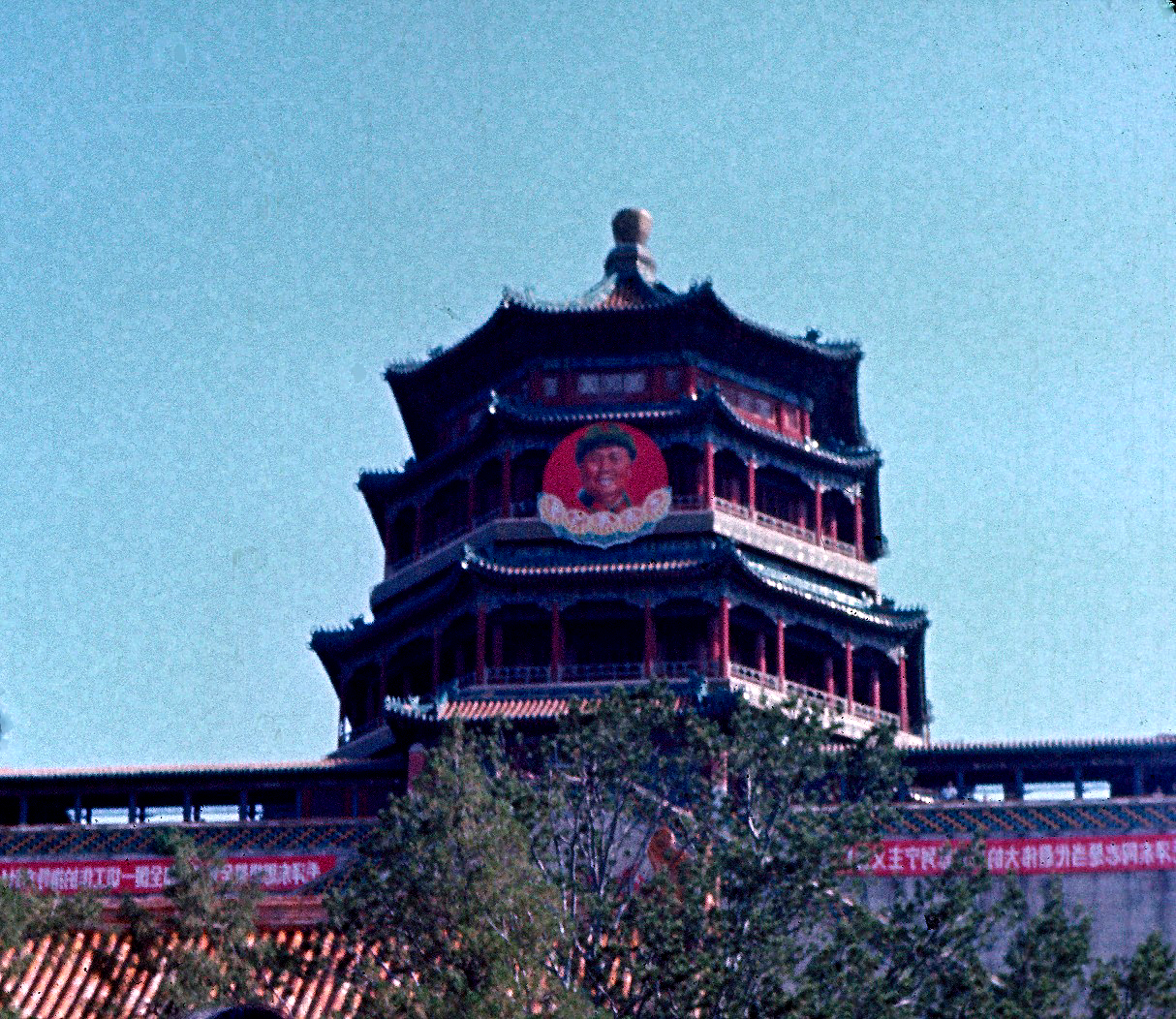
文化大革命期间的佛香阁
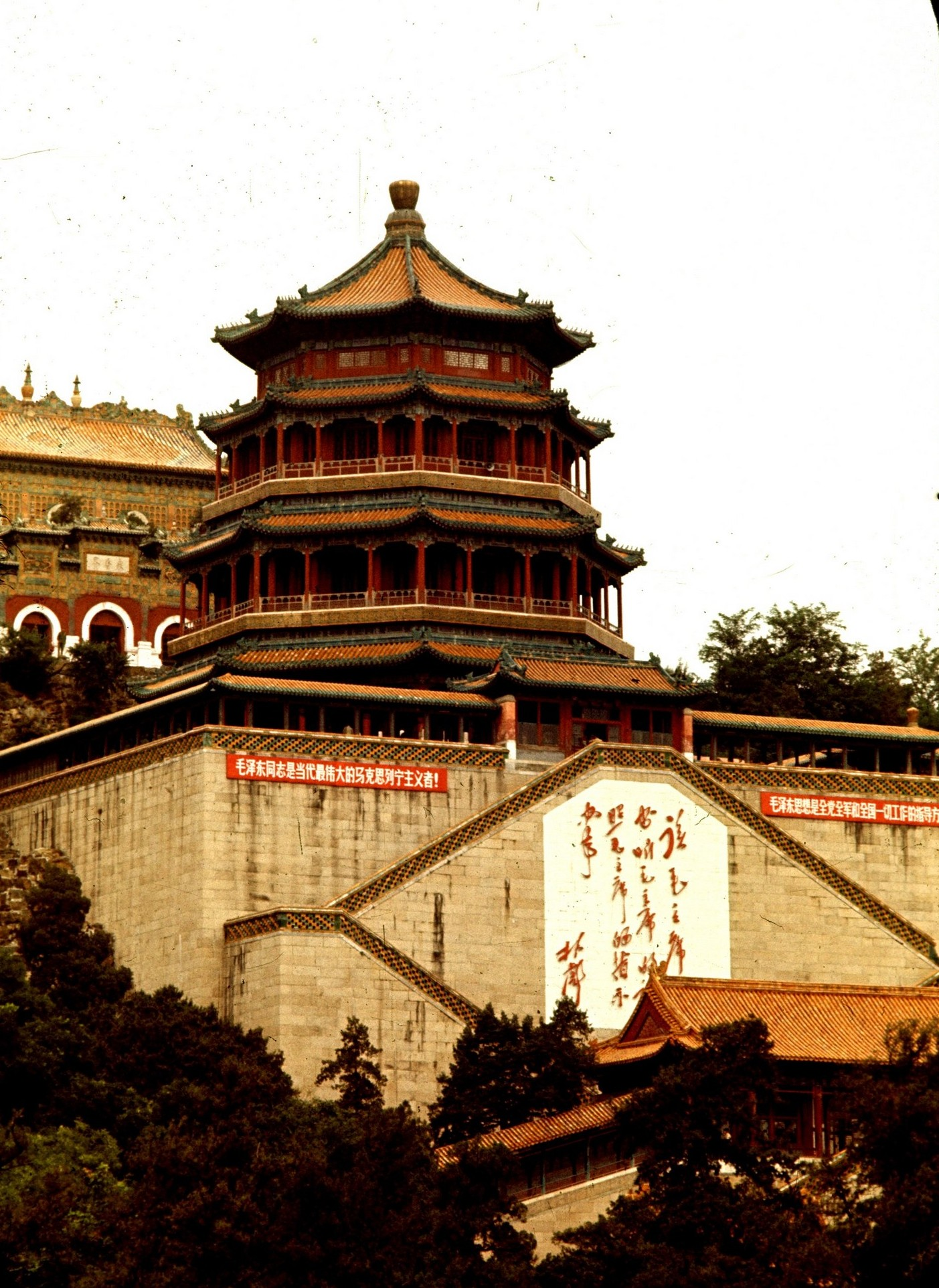
文革中的佛香阁
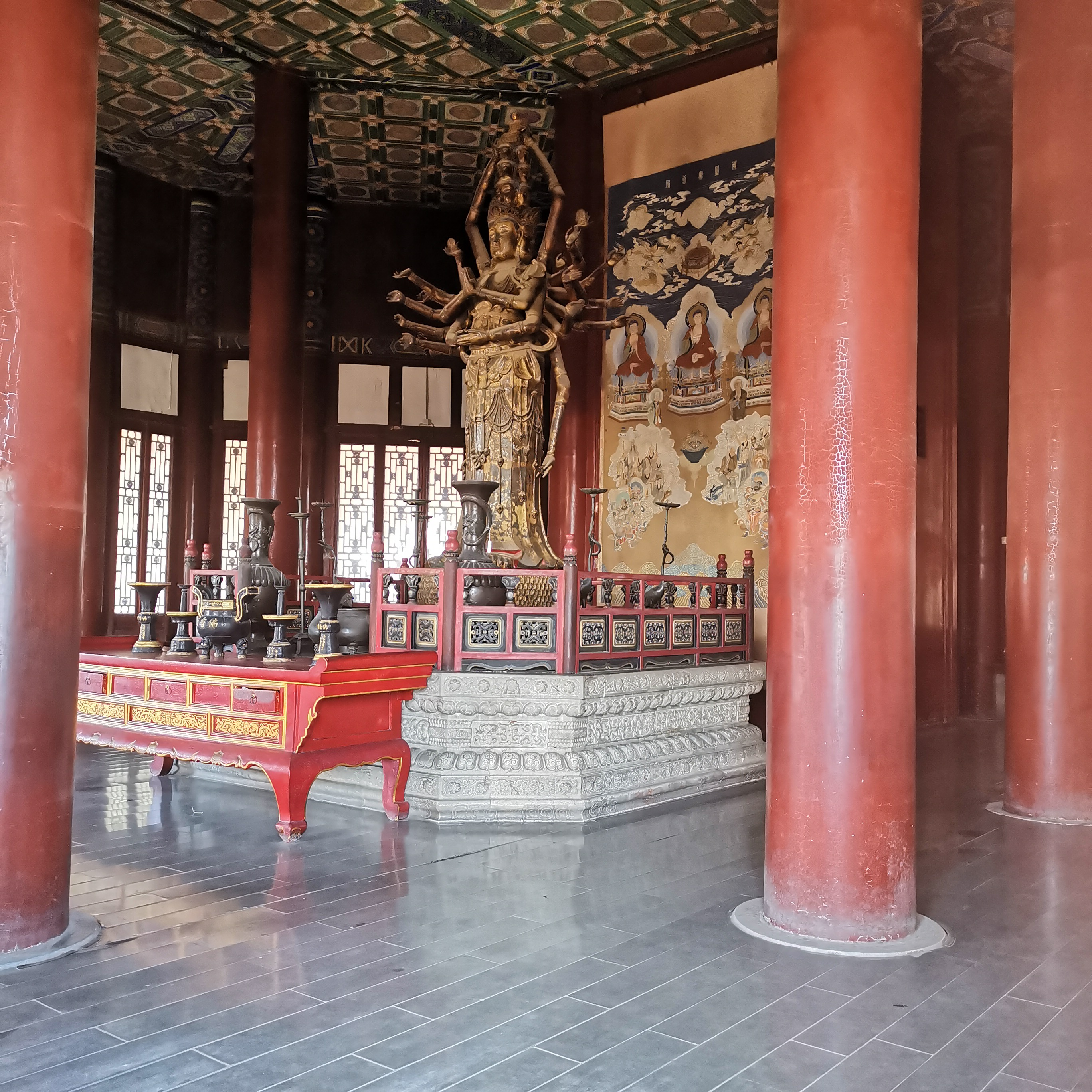
佛香阁中的观音像
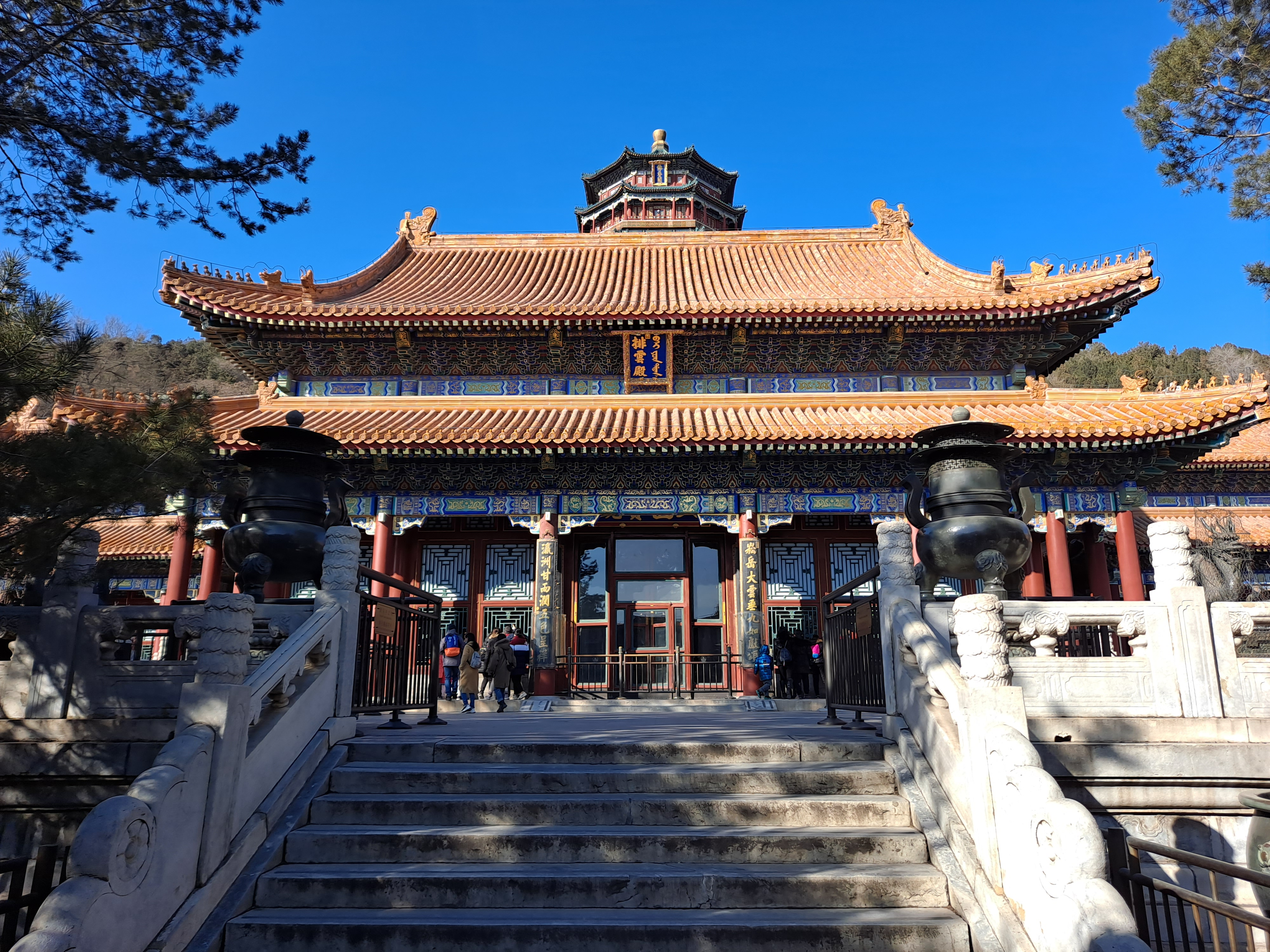
佛香阁排云殿